# Onder de linden
Onder de linden is een monumentale boerderij aan het Zuiderdiep 279 in de Drentse plaats Valthermond.

## Beschrijving
De boerderij aan het Zuiderdiep 279 werd in 1913 gebouwd in opdracht van de familie Bosch. Zij waren onder de indruk van de in 1912 gebouwde boerderij van het echtpaar Jonker aan het Zuiderdiep 385 in de Tweede Exloërmond. Zij vroegen de architect, na verkregen instemming van de familie Jonker, om een soortgelijke boerderij voor hen te ontwerpen in Valthermond. De veenkoloniale architect Klaas Prummel stemde toe en ontwierp voor hen een boerderij van het zogenaamde krimpentype, waarbij het achtergedeelte (de stallen en schuren) breder zijn dan het voorhuis. Hij maakte bij zijn ontwerp gebruik van diverse elementen uit de jugendstil net als bij de boerderij van Jonker. Op diverse onderdelen verschillen de boerderijen echter van elkaar. Zo heeft de boerderij in Valthermond een inwendig gelegen portiek en de boerderij in de Tweede Exloërmond een meer naar buiten gelegen portiek. De entree met twee zuilen en een open balustrade bevindt zich in het middenrisaliet van de symmetrisch vormgegeven voorgevel. Boven het portiek een driedelig venster met glas in loodramen. De vensters in de voorgevel ter weerszijden van de entree hebben bovenlichten eveneens met glas in loodramen. Boven het portiek is een balkon met deur en rondom een houten balustrade. Boven de balkondeuren is een rechthoekig venster tussen twee blindnissen en ter weerszijden van het balkon zijn drie klimmende vensters.
De boerderij is erkend als rijksmonument vanwege het architectuurhistorisch en stedebouwkundig belang. Het is gaaf en beeldbepalend pand aan het inmiddels gedempte Zuiderdiep, een van de Drentse Monden, een zijkanaal van het Stadskanaal. Het is een van de werken uit het oeuvre van de architect Prummel uit zijn vroege periode, waarin hij gebruik maakte van elementen uit de jugendstil.
In 2002 werd de boerderij gekocht door de concertpianist Rian de Waal en zijn vrouw de mezzosopraan Marion van den Akker. Zij maakten van de boerderij een concertboerderij "Onder de linden" waar klassieke concerten werden gegeven georganiseerd door de stichting "Klassiek in 't veen". Ook na het overlijden van De Waal in 2011 worden deze concerten voortgezet.